# Эзеф, Карл Фёдорович
Карл Фёдорович Эзеф (1834—1891) — артист Императорских Московских театров, профессор Московской консерватории, виолончелист.

## Биография
Карл Эзеф родился в Саксонии в 1834 году. Его отец, прекрасный музыкант, сначала сам руководил музыкальным образованием своего сына, а затем поручил это дело известным дрезденским профессорам Фридриху Грюцмахеру и Фридриху Августу Куммеру
. 

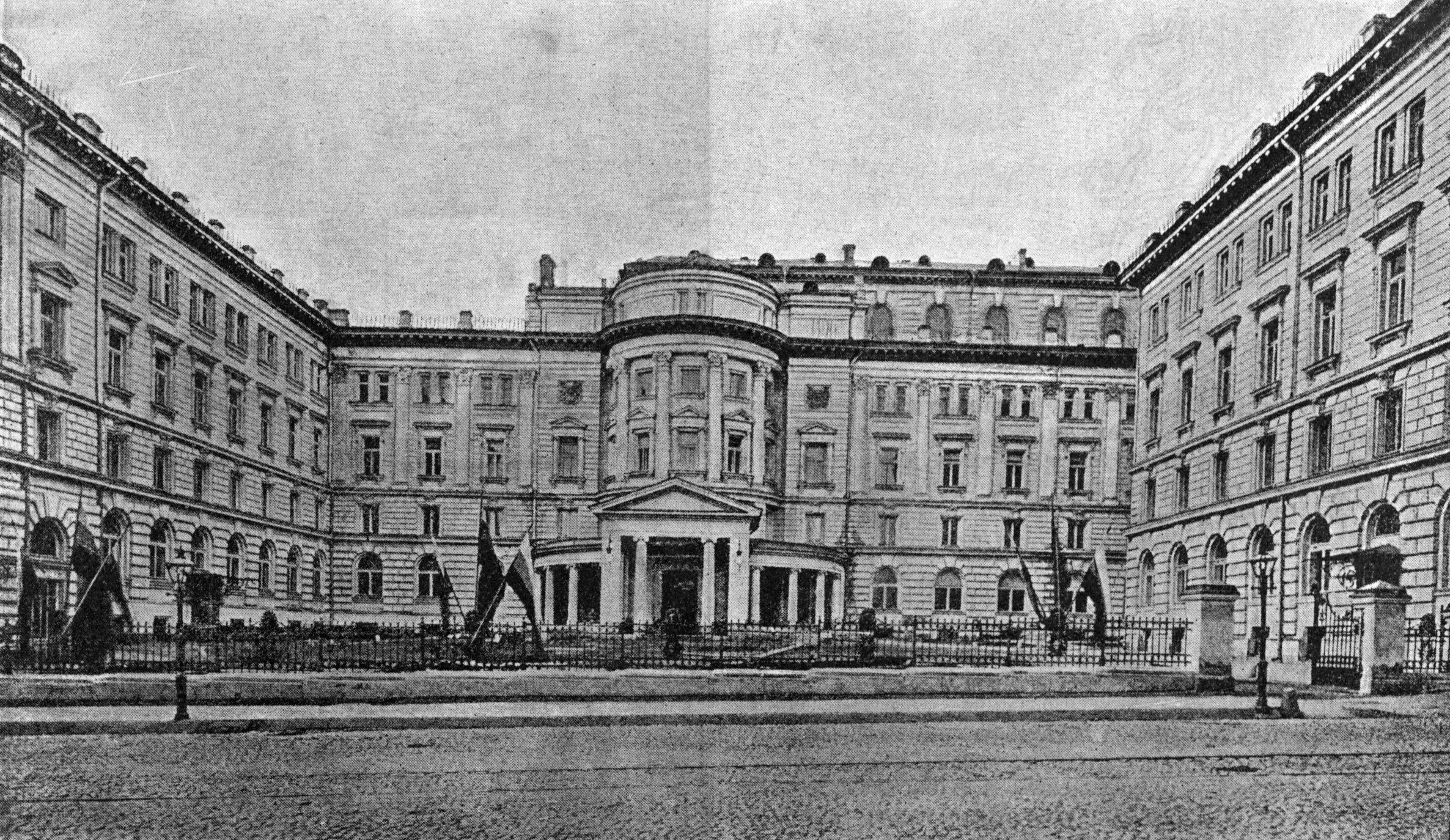
Московская консерватория

В Российскую империю К. Ф. Эзеф приехал в начале 1860-х гг. и 28 июня 1862 года поступил на службу солистом-виолончелистом московского балетного оркестра Императорских театров. Переведенный вскоре в оперный оркестр, он в 1872 году принял русское подданство и первые годы по основании Московской консерватории состоял ее профессором. 
Свою службу при Императорских театрах Карл Эзеф оставил 1 мая 1890 года, но и после этого остался жить в Москве. Он часто участвовал в различных концертах, устраиваемых как московскими, так и приезжими артистами. 
Карл Фёдорович Эзеф умер 22 октября (3 ноября) 1891 года в городе Москве.